# Труд (село)
Вижте пояснителната страница за други значения на Труд.
Труд е село в Южна България. То се намира в община Марица, област Пловдив.

## География
Село Труд се намира в Горнотракийската низина на 5 км северно от град Пловдив по пътя за Карлово на средна надморска височина 175 м. Площта на селото е 3965 ха. Труд е сред най-големите български села и второ най-голямо в Пловдивско, след Розино.

## История
През IV в пр.н.е. в землището на настоящето село възниква тракийското селище Сгуламе. Според някои от археологическите находки в района и техните изследвания древното селище вероятно е било с местонахождение на северозапад от настоящото разположение на селото, в посока днешното с. Строево. През април 1937 г. в местността „Бончови храсти“, след разкопки на иманяри, е разкрита и проучвана голяма гробница, като находките в нея свидетелстват за действително съществувало някога на това място древно селище. Първите жители очевидно са траки, а главен поминък в тяхната местна култура е земеделието. Отглеждани са предимно зърнени култури, зеленчуци, а в скотовъдството – коне и овце. Липсват други антични и средновековни свидетелства за по-късната съдба на района.
Данни се появяват отново едва от османския период в България. Около 1680 селото е напълно унищожено. Жилищата са разграбени и опожарени, а жителите избити и прокудени, вероятно от нападащите ги периодично кърджалии и разбойници от Родопите. Също през този исторически период около 1700 г. в землището на унищоженото село се заселва земевладелеца Назарин бей, заедно с 14 – 15 семейства ратаи чирпанлии. По-късно същия, когато задлъжнява към свой кредитор, продава част от земята на работниците си, които правят сламени колиби на мястото на старото селище и стават новите му заселници, а селището им бива наречено Чирпалии, т.е. селото на чирпанлиите. По устни сведения на местни жители, през 1882 г. селото разполага с църква и малка общинска сграда, която работи като кметство и училище едновременно, помещавани в различни стаи. Близо до пътя Пловдив–Карлово, (където в настояще време се намира дворът на Пламен Делков), някога е имало хан, с кръчма и бръснарница, собственост на Георги Салашев, в който се е отбивал неколкократно при пътуванията си до Филибе през 1872 г. Васил Левски.
В писмени източници се срещат няколко варианта на наименованието: Чирпалие (1872), Tscherpelu (1876), Черпелие, Чирпелие, Чирпелии (1880, 1885 адм.)
През 1889 г. с царски указ № 273/ от 31 май същата година, княз Фердинанд преименува Чирпелии в Клементиново, на името на своята майка Клементина Сакскобургготска, осъществено по решение на Чирпелийския селско-общински съвет.
В януари 1944 г. в село Клементиново се дислоцира щабът на 9-и пехотен Пловдивски на Нейно Царско Величество Княгиня Клементина полк, който се разквартирува тук и в околните села.
През лятото на 1942 г. Клементиново е преименувано на Климентина и запазва това име до 1947 г., когато за няколко месеца е преименувано неуспешно в Пробуда, но след неодобрение на жителите получава днешното си име.

## Население
Численост на населението според преброяванията през годините: 
| \| Година на преброяване \| Численост \| \| --------------------- \| --------- \| \| 1934 \| 2672 \| \| 1946 \| 3185 \| \| 1956 \| 3555 \| \| 1965 \| 3542 \| \| 1975 \| 3805 \| \| 1985 \| 3872 \| \| 1992 \| 3988 \| \| 2001 \| 4038 \| \| 2011 \| 4017 \| \| 2021 \| 4136 \| |           |
| Година на преброяване | Численост |
| 1934 | 2672      |
| 1946 | 3185      |
| 1956 | 3555      |
| 1965 | 3542      |
| 1975 | 3805      |
| 1985 | 3872      |
| 1992 | 3988      |
| 2001 | 4038      |
| 2011 | 4017      |
| 2021 | 4136      |

### Етнически състав
Преброяване на населението през 2011 г.
Численост и дял на етническите групи според преброяването на населението през 2011 г.:
|                     | Численост | Дял (в %) |
| Общо                | 4017      | 100,00    |
| Българи             | 3324      | 82,74     |
| Турци               | 15        | 0,37      |
| Цигани              | 99        | 2,46      |
| Други               | 12        | 0,29      |
| Не се самоопределят | 4         | 0.09      |
| Неотговорили        | 563       | 14,01     |

## Култура

### Храм „Св. Троица“
Възрожденската църква „Св. Троица“ Архив на оригинала от 2011-03-14 в Wayback Machine. е построена през 1869 г. от майстор Минчо Богданов Стари. През 2002 г. е открит нов храм – „Успение на Пресвета Богородица“. Данни за съществуването на храм в с. Чирпелии (Труд) са твърде оскъдни. Според надписа върху голяма мраморна плоча, поставена в средата на пода, сред четириъгълни каменни тикли, с изображение на двуглав орел-символ на върховна духовна власт, е посочена годината – 1869, като година на завършване строежа на храма или освещаването му, с поменаване името на главния строител, ръководил строителните работи – майстор Минчо Богданов. Църквата е строена по времето на о. Михаил Панчев – първия запомнен свещеник на селото, както свидетелствуват биографичните му данни, предоставени ни от неговите потомци. От 1928 – 1929 г. са и иконите на сегашния иконостас. Светийските образи са в академично-реалистичен стил, характерен за новаторите иконописци след Възраждането. За пръв свещеник в храм „Св. Троица“ в с. Труд се счита о. Михаил Панчев (03.09.1822 – 03.09.1915). През лятото на 2009 г. на 7 юни – празника Петдесятница в навечерието на храмовия празник „Св. Дух“ и 140-годишния юбилей от построяването на Хр. „Св. Троица“ в с. Труд, кметът Костадин Кирков, енорийският свещеник Кирил Тошев, в присъствието но отците Милен Недев (с. Кадиево), Милан Геогиев (с. Строево) и Наско Добрев (гр. Съединение), църковни настоятели, общественици и жители на селото посрещнаха Симеон Сакскобургготски.

### Училище „Св. св. Кирил и Методий“
Първото светско училище в село Труд се разкрива през 1878 – 1879 г. веднага след Освобождението. Това става по инициатива на Нечата (Елена Салашева) – общественичка, сподвижница на Васил Левски и Иван Арабаджиев. Тя убедила селските чорбаджии и първенци в необходимостта да се създаде училище, където да се образоват децата – бъдещите строители и жители на селото. Тогава се открива и първата паралелка за обучение, а заниманията се водят в частни къщи. Със започването на новата учебна 1941/1942 година е открита новата училищна сграда на прогимназията и скоро след това на обединеното вече т.нар. основно училище „Св. св. Кирил и Методий“ с. Климентина (Труд). Сградата е триетажна, като третият етаж бил само една учебна стая. Този етаж бил достроен изцяло през 1964 г., а през 1963 г. в училищния двор била построена техническа работилница. Днес училището все още носи името на първоапостолите, създали славянската азбука – „Св. св. Кирил и Методий“.

### Читалище „Светлина“
Освен училището и църквата, читалищата са другата важна институция в населените места – огнище на културно –просветна дейност за народа. Читалище „Светлина“ с председател Тодор Славчев е основано през февруари 1929 г. Настоящата сграда на читалището е построена през 1939 г., благодарение на усилията и труда на населението. Откриването на читалищна сграда е последвано от бързо развитие на библиотечната дейност, закупуване на прожекционен апарат през 1940 г., обогатяване и развитие на художествената самодейност. Решението за основаване на читалище в с. Труд (Климентиново) се взело от група ентусиасти при една сбирка на общественици в селото, на 17 февруари 1931 г. Първата задача на читалищното ръководство била осигуряването на книжен фонд (прочитна литература), първоначално чрез даряване на литература от учители и общественици, а впоследствие и чрез закупуване. Друга важна стъпка била проектирането и изграждането на читалищна сграда, за развиване на театрална и фолклорна самодейност. През късната есен същата година сградата била изцяло довършена и оборудвана, като на 14 януари 1939 г. (стар стил – 1 януари „Нова година“) станало нейното официално откриване и освещаване чрез водосвет и църковна молитва. На сцената на читалището често пъти пловдивският Драматичен театър „Н. О. Масалитинов“ изнасял представления пред клементиновското население. С представления на оперети се изявявала и самодейната трупа от ученици на местното училище, с ръководител Никифора Аргирова. Библиотеката на читалището разполага с над 100 тома литература.

### Забележителности
Природни забележителности в землището на Труд са вековното дърво на над 300 години, наречено „Арнаутски дъб“ и местност, наречена „Гъсти могили“, включваща шест могили. В околностите на селото има още девет могили.
Северозападно, югоизточно и южно от селото са разкрити некрополи. В северозападния край в местността „Бончови храсти“ е разкопано тракийско светилище. Намерени са оброчни плочи с изображения на Тракийския конник Херос и Аполон. В землището на селото е открита и колективна находка от византийски монети от V-VІ век. Находките могат да се видят в Археологическия музей на гр. Пловдив.

### Редовни събития
От 2002 г. в селото ежегодно през Септември се провежда събор за автентични песни и танци „От извора“, като участие в него взимат както състави от цялата страна, така и чужди колективи. През 2008 г. гостува колектив от град Ипати, Гърция.

## Фотогалерия
- Снимки от село Труд
- Кметство с. Труд
- Храм „Св. Троица“
- ОУ „Св. св. Кирил и Методий“
- Читалище „Светлина“
- Параклис, посветен на Успение на Пресвета Богородица
- Паметник на Васил Левски